# NGC 3158
NGC 3158 (другие обозначения — UGC 5511, MCG 7-21-20, ZWG 211.22, PGC 29822) — эллиптическая галактика (E3) в созвездии Малого Льва. Открыта Уильямом Гершелем в 1787 году.
Этот объект входит в число перечисленных в оригинальной редакции «Нового общего каталога».
Галактика NGC 3158 входит в состав группы галактик NGC 3158. Эта группа состоит из приблизительно 30 галактик и NGC 3158 в ней самая яркая, помимо неё в группу входят NGC 3151, NGC 3152, NGC 3159, NGC 3160, NGC 3161 и NGC 3163.
Вероятно, искривлённая форма NGC 3160 связана с приливным взаимодействием с NGC 3158. Также возможно, что предшественник сверхновой SN 1997C, которая вспыхнула вне каких-либо галактик, в прошлом принадлежал к какой-то из этих двух галактик и был выброшен в результате их взаимодействия.